# Red Topaz

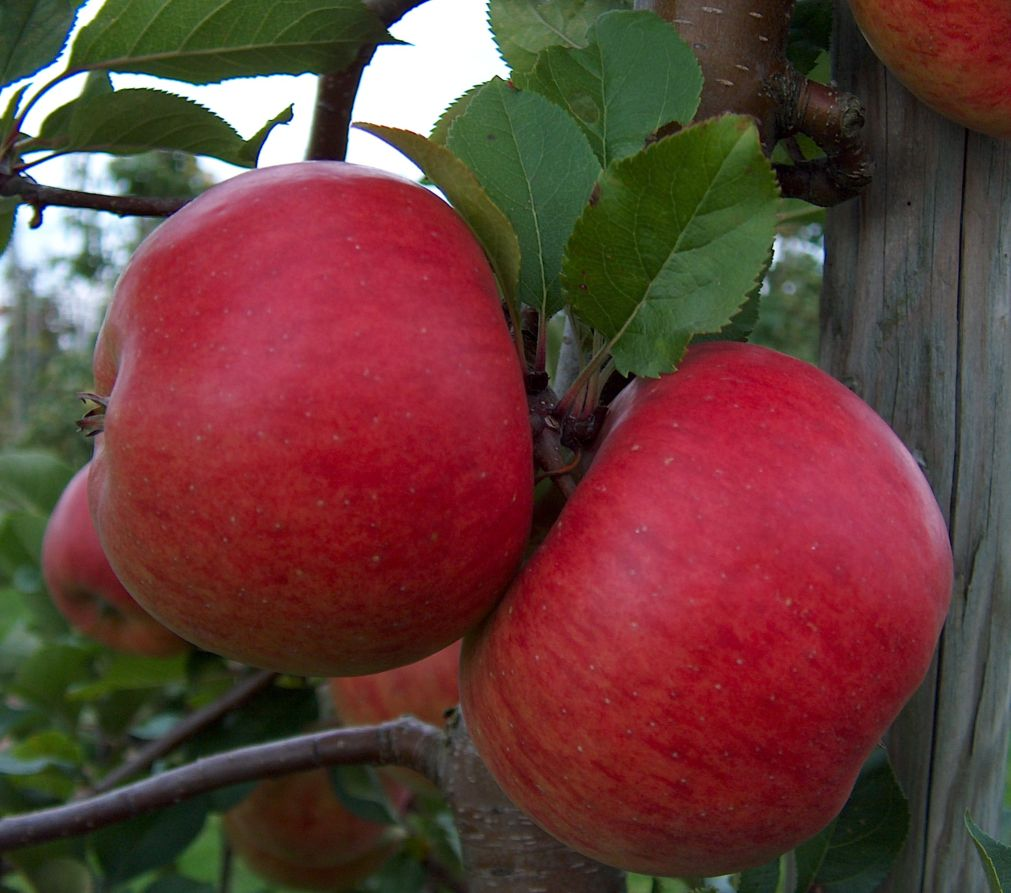
Pommes Red Topaz

Red Topaz est un cultivar de pommier domestique.

## Droits
RED TOPAZ est une variété enregistrée par l'Union Européenne :
- numéro de référence : 1700
- date d'application : 12/01/2001

## Origine
Le cultivar Red Topaz est un mutant de la variété Topaz.
Topaz résulte du croisement de Rubin (Golden Delicious  × Lord Lambourne) et de Vanda (Jolana × Lord Lambourne).
Le mutant a été obtenu en Europe (République tchèque).

## Description
- Épicarpe: plus rapidement rouge que la Topaz parente.
- Chair: ferme, peu sucrée, juteuse et délicieuse.
- Nutrition: forte teneur en vitamines C.

## Santé
Lorsque l'environnement permet de peu traiter avec des produits chimiques pénétrants, la pomme peut se croquer avec la pelure pour bénéficier des antioxydants qu'elle contient.

## Pollinisation
- Variété diploïde.
- Floraison mi-saison; groupe pollinique D.
- Bon pollinisateur.
- Pollinisateurs: Resi, Rajka, Discovery.

## Culture
- Le cultivar est moyennement vigoureux et convient bien aux régions humides.
- La floraison se fait sur le bois d'un an.
- La pomme est mature fin septembre et se conserve bien jusqu'en mars.
- La consommation des pommes se fait de préférence après une conservation d'un mois.

La résistance aux races communes de tavelure et sa faible susceptibilité au mildiou rend cette variété de pommier appropriée aux petits jardins familiaux où les traitements phytosanitaires ne sont pas systématiques. Elle est aussi souvent plantée en agriculture biologique intensive.